# Sphaerodactylus callocricus
Sphaerodactylus callocricus är en ödleart som beskrevs av  Schwartz 1976. Sphaerodactylus callocricus ingår i släktet Sphaerodactylus och familjen geckoödlor. IUCN kategoriserar arten globalt som sårbar. Inga underarter finns listade i Catalogue of Life.